# Рока ди Медзо
Ро̀ка ди Мѐдзо (на италиански: Rocca di Mezzo, на местен диалект la Rocca, ла Рока) е село и община в Южна Италия, провинция Акуила, регион Абруцо. Разположено е на 1322 m надморска височина. Населението на общината е 1556 души (към 2010 г.).